# In the Land of Women
In the Land of Women er en amerikansk dramafilm fra 2007 instrueret af Jon Kasdan. I hovedrollerne er Kristen Stewart, Adam Brody og Meg Ryan.